# Бернар Пардо
Бернар Пардо (фр. Bernard Pardo, нар. 13 грудня 1960, Гарданн) — французький футболіст, що грав на позиції півзахисника зокрема за «Брест» та «Тулон», а також за національну збірну Франції.

## Клубна кар'єра
У дорослому футболі дебютував 1977 року виступами за команду «АС Гарданн», в якій провів один сезон. 
Протягом 1978—1979 років захищав кольори клубу «Булонь».
Своєю грою за останню команду привернув увагу представників тренерського штабу «Лілля», до складу якого приєднався 1979 року. Відіграв за команду з Лілля наступний сезон своєї ігрової кар'єри, проте до основної команди не пробився. Натомітсь вже наступного року уклав контракт з «Брестом», у складі якого провів наступні п'ять років своєї кар'єри гравця.  Більшість часу, проведеного у складі «Бреста», був основним гравцем команди.
Згодом з 1985 по 1986 рік грав за «Сент-Етьєн», після чого на три роки став гравцем «Тулона».
З 1989 по 1992 рік по одному сезону провів у складі «Бордо», «Марсель» та «Парі Сен-Жермен». 
Завершував ігрову кар'єру в «Тулоні», за який вже виступав раніше. Повернувся до нього 1993 року, а припинив виступи на професійному рівні у 1994.

## Виступи за збірну
1988 року дебютував в офіційних матчах у складі національної збірної Франції.
Загалом протягом чотирирічної кар'єри в національній команді провів у її формі 13 матчів.